# Eschweiler (Luxemburgo)
Eschweiler é uma comuna do Luxemburgo, pertence ao distrito de Diekirch e ao cantão de Wiltz.

## Demografia
Dados do censo de 15 de fevereiro de 2001:
- população total: 609
  - homens: 309
  - mulheres: 300
- densidade: 30,63 hab./km²
- distribuição por nacionalidade:

| Nacionalidade  | População | %      |
| -------------- | --------- | ------ |
| luxemburgueses | 470       | 77,18% |
| estrangeiros   | 139       | 22,82% |
| - portugueses  | 14        | 2,30%  |
| - franceses    | 16        | 2,63%  |
| - italianos    | 5         | 0,82%  |
| - belgas       | 54        | 8,87%  |
| - alemães      | 17        | 2,79%  |
| - iuguslavos   | 10        | 1,64%  |
| - outros       | 23        | 3,78%  |

- Crescimento populacional:

| Ano        | População |
| ---------- | --------- |
| 15/02/2001 | 609       |
| 01/01/2002 | 640       |
| 01/01/2003 | 650       |
| 01/01/2004 | 714       |
| 01/01/2005 | 751       |